# クレーターの戦い
クレーターの戦い（クレーターのたたかい、英: Battle of the Crater）は、南北戦争のピーターズバーグ包囲戦中に起こった戦闘である。1864年7月30日、南軍ロバート・E・リー将軍の北バージニア軍と北軍ジョージ・ミード少将のポトマック軍（総司令官ユリシーズ・グラント中将の直接監督下にあった）との間で行われた。
北軍は数週間の準備期間の後の7月30日、アンブローズ・バーンサイドが坑道に仕掛けさせた火薬が爆発し、ピーターズバーグの南軍防御線に隙間を開けた。この幸先の良い開始とは裏腹に、全てのことが攻撃側の北軍にとって急速に悪い方向に進んだ。次から次と部隊が爆発でできたクレーターの回りや中に突入し、そこで兵士達は混乱状態に飲み込まれた。南軍は素早く体制を立て直し、ウィリアム・マホーン少将が率いて数度反撃した。隙間は埋められ、北軍は大損失を出して撃退された。アフリカ系アメリカ人の兵士からなるエドワード・フェレーロ准将の師団がこっぴどくやられた。この戦闘はグラントにとってピーターズバーグ包囲戦を終わらせる最高のチャンスだったはずである。実際にはその後8ヶ月も続く塹壕戦となった。バーンサイドはこの失態の責任を取らされて解任された。

## 背景
ピーターズバーグの包囲戦中、両軍はリッチモンドに近い古いコールドハーバー酒場の戦場からピーターズバーグの南まで、全長20マイル (32 km)にも伸びた一連の防御を施した陣地と塹壕に沿って並んだ。
ピーターズバーグを包囲しようとするグラント軍をリー軍が6月15日に妨害した後、戦闘は膠着状態だった。グラントはリー軍の防御を施した陣地に攻撃を掛けることについて、コールドハーバーで厳しい教訓を得ており、リー軍の塹壕や砦で行動が取れなくなったことにいらいらしていた。ここで、アンブローズ・バーンサイド少将第9軍団に属する第48ペンシルベニア歩兵連隊の指揮官ヘンリー・プレザンツ中佐がこの問題を解決する新しい提案を申し出た。
プレザンツはペンシルベニア州の市民であるときに鉱山技師であり、南軍の前線下に長い坑道を掘り、南軍の第1軍団前線中央にある砦（エリオット突出部）の真下に爆発物を仕掛けるという提案をした。これが成功すれば、その地域の守備隊を殺戮するだけでなく、南軍の防御線に穴を開けることになるはずだった。十分な北軍の兵力でその隙間に素早く侵入し南軍の後方に入り込めば、南軍はその部隊を追い出すだけの部隊を集中できないであろうから、ピーターズバーグは陥落するというものだった。バーンサイドは1862年のフレデリックスバーグにおける敗北や、この年早くのスポットシルバニア・コートハウスの戦いでの不手際でその評判が損なわれており、その評判を回復するためにもプレザンツの提案に乗った。

## 坑道の掘削

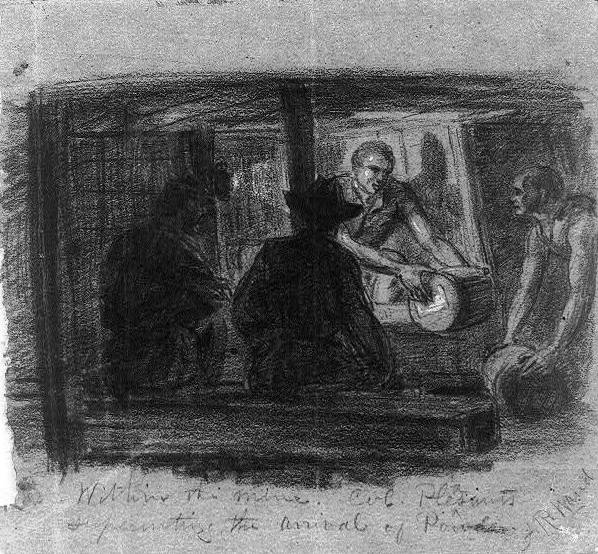
坑道の火薬を検査するプレザンツ中佐。当時のスケッチ

掘削は6月下旬に始まったが、グラントやミードですらこの作戦を「単に兵士を休ませないでおく手段」と見ており、その戦略的価値は疑っていた。2人は直ぐに興味を失くし、プレザンツは間もなくその計画に必要な資材の欠乏に気付いた。その兵士達は坑道を支える木材を徴発に行かなければならなかった。しかし、作業は着実に進行した。手作業で掘り出した土は取っ手の付いたクラッカー箱から作られた間に合わせの橇に詰めて運び出され、坑道の床、壁および天井は放棄された製材所や古い橋の解体片からも集められた木材で支えられた。坑道は南軍の前線に近付くにつれて上向きとなり、湿気で坑道が塞がれないようにした。入り口近くに置かれた巧妙な換気装置を介して新鮮な空気が坑道に吹き込まれた。坑夫達は北軍前線の後方に通気用立坑を掘った。立坑の底では火を燃やし続け、火で暖められた坑内の空気を立坑を通して排気し、一方坑道の全長に渡って走る木製の導管が坑夫達が働いている坑道の先端まで新鮮な空気を送った。このことで通気管を別に設ける必要がなく、掘削の進行を隠蔽する役にも立った。7月17日、主抗が南軍陣地の下に到達した。坑道を掘っているという噂は直ぐに南軍の耳にも達していたが、リーはそれを信じようとせず2週間も放置した後で、抗敵坑道を掘り始めたが、緩慢で協調も取れていなかったので、敵の坑道を発見できなかった。しかし、ジョン・ペグラム将軍はその砲台が爆発点の上になるはずだったが、この脅威を真剣に捉えて、予防処置としてその砲台の背後に新しい塹壕線と砲台を構築した。
坑道はT字形をしていた。接近のための坑道は全長511フィート (156 m)あり、丘の斜面を降った窪んだ場所から始まり、南軍砲台の下50フィート (15 m)はあったので、検知は難しかった。トンネル入り口は狭く、幅3フィート (90 cm)、高さ4.5フィート (137 cm)しかなかった。そのどん詰まりで直角方向の通路があり、両側に75フィート (23 m)ずつ伸びていた。グラントとミードは後に第一次ディープボトムの戦いと呼ばれる失敗した攻撃の後で突然、この坑道が完成すれば3日後に使うという決断をした。北軍は火薬32樽、総計で8,000ポンド (3,600 kg)を埋め込んだ。爆発は南軍工作物の下約20フィート (6 m)で行われ、T字形の溝は通路内側の土11フィート (3.3 m)で埋められ、主通路は32フィート (10 m)は埋められてしまうので、爆風が坑口に及ぶのを防げた。7月28日に火薬の充填が終わった。

## 戦闘

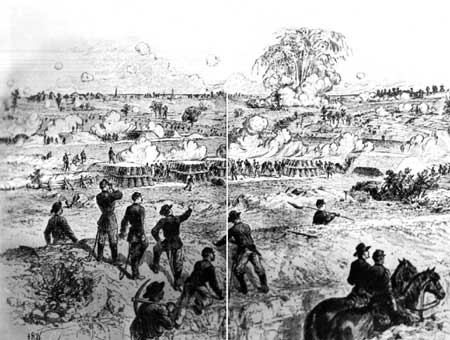
北軍戦線から見た爆発のスケッチ

7月30日朝、プレザントが導火線に火を付けた。しかし、坑道の場合と同様に導火線としては粗末な材料しかなく兵士達が自分で撚り継ぎしたものだった。予定した時刻になっても爆発は起こらなかったので、第48連隊から2人の志願者（ジェイコブ・ドーティ中尉とハリー・リーズ軍曹）がトンネルに這って入った。2人は導火線の火が継ぎ目で消えているのを発見し、新しい導火線を繋ぎ直してそれに火を付けた。午前4時44分、遂に爆発が起こり、大量の土、兵士、および大砲のシャワーが降り注いだ。長さ170フィート (52 m)、幅80フィート (24 m)、深さ30フィート (9 m)のクレーター（現在でも残っている）が生じた。250名ないし350名の南軍兵が爆発で即死した。
しかし、戦闘の前日にあったミードからの干渉のために、作戦は初めからうまくいかなかった。バーンサイドはエドワード・フェレーロ准将の下に合衆国有色人種部隊の師団が攻撃を先導する訓練をしていた。この部隊はクレーターの縁を回って移動し、続いて南軍前線に開いた裂け目を扇形に拡げる訓練を受けた。バーンサイドはその後に白人部隊からなる他の2個師団を送り込みフェレーロ師団の側面を支援しながらピーターズバーグに急行するという作戦だった。
ミードはこの作戦に自信が持てず、攻撃が失敗して黒人兵が必要もなく殺された場合に北部で政治的反動が起こると考え、バーンサイドには攻撃の先導に黒人部隊を用いないように命令した。バーンサイドはグラント将軍に抗議したが、グラントはミードの肩を持った。バーンサイドは師団指揮官達に籤を引かせて置き換える白人師団を選択した。ジェイムズ・H・レドリー准将の第1師団が選ばれたが、レドリーは部隊兵にこれから起こることの説明ができず、戦闘中に酔っぱらっていたとも伝えられ、隊列のかなり後方にいたので、十分な指揮も執れなかった（レドリーはこの戦闘中の行動で後に解任されることになった）。
レドリーの訓練されていない白人師団はクレーターの縁を回って移動する代わりに中に割って入った。彼等はクレーターが優れた射撃壕になり、遮蔽物にもなると考えたので、クレーターの中に降りていったために貴重な時間を失い、そのことでウィリアム・マホーン少将が反撃できるだけの兵士を集める余裕を与えてしまった。約1時間以内に南軍兵はクレーターの縁に結集し、ライフル銃と大砲の弾をクレーターの中に注いだ。マホーンは後にこれを「ターキーショット」（七面鳥を狙う射撃、とても簡単なことの譬え）と呼んだ。作戦は失敗したが、バーンサイドはその損失を少なくする代わりに、さらにフェレーロの師団を送り込んだ。この部隊もクレーターの中に入っていき、その後の数時間、マホーンの兵隊やブッシュロッド・ジョンソン少将の兵士および砲兵隊が、クレーターから逃げようとする第9軍団の兵士をなぶり殺しにした。幾つかの北軍部隊は前進してクレーターから土塁の右側面に回り込み南軍の前線を襲って数時間の白兵戦で南軍を後退させた。マホーンの南軍が北軍の入ってきた右側から約200ヤード (180 m)の窪んだ溝からの掃討を実行した。この突撃で土塁を取り戻し北軍を東方に追い返した。

## 戦闘の後

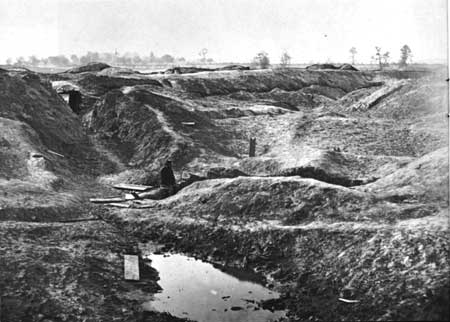
クレーターと北軍兵、1865年

南軍はこの戦闘での損失を1,032名と報告した。対する北軍は5,300名と推計され、そのほぼ半分はフェレーロ師団のものだった。500名の北軍兵が捕虜になり、このうち150名は黒人兵だった。負傷した捕虜は白人も黒人もピーターズバーグのポプラ・ローンにある南軍の病院に収容された。バーンサイドは指揮官を解任された。ミードはバーンサイドと同じくらい敗北の責任があったが、譴責を免れた。勝者のマホーンはジョンソンの呆然としていた兵士を支援するその行動が大きく評価され、この戦争の最後の1年間、リー軍の若き有望な将軍の一人としての評判を勝ち得た。
グラントは参謀総長のヘンリー・ハレックに「これはこの戦争で私が目撃した最も嘆かわしい出来事だった」と書き送った。また「このような砦を取ろうという機会は今まで見たこともないし、今後ももう一度やろうとは思わない」とも記した。戦闘そのものには関わらなかったプレザンツはそのアイディアと実効で称賛を浴びた。1865年3月13日に名誉准将に昇進したとき、その顕彰文には明白にその役割が記されていた。
グラントはその後、アメリカ合衆国議会合同戦争遂行委員会に次のような報告書を提出した。
この戦闘は戦術的に南軍の勝利となったが、東部戦線の戦略的状況は変化しなかった。両軍はその塹壕に籠もり、包囲戦は継続した。

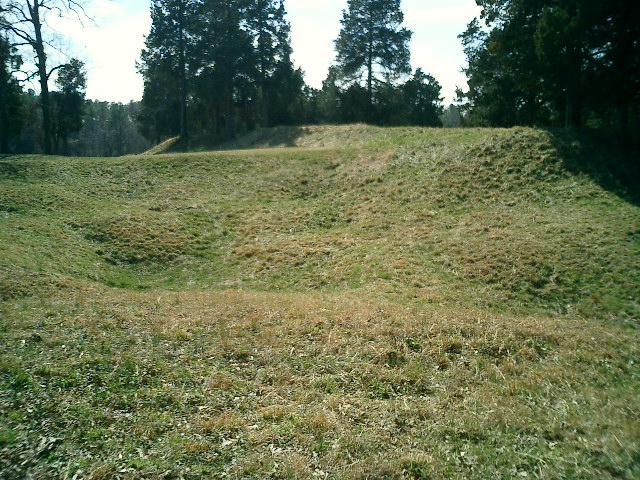
2004年のクレーター

## 史蹟
クレーターの戦いがあった地域はピーターズバーグ国立戦場公園の中で訪れる人が多い場所である。坑道の入り口は毎年戦闘の記念日に検査のために解放される。終端近くでは空気抜きや陥没が拡がってT字形になった窪んだ地域がある。公園には他にも多くの史蹟があり、ピーターズバーグを包囲した北軍の前線跡がある。

## 大衆文化の中で
2003年の映画『コールドマウンテン』は、クレーターの戦いを再現を含むチャールズ・フレージャーの小説に基づいている。